# Tadeusz Hołuj

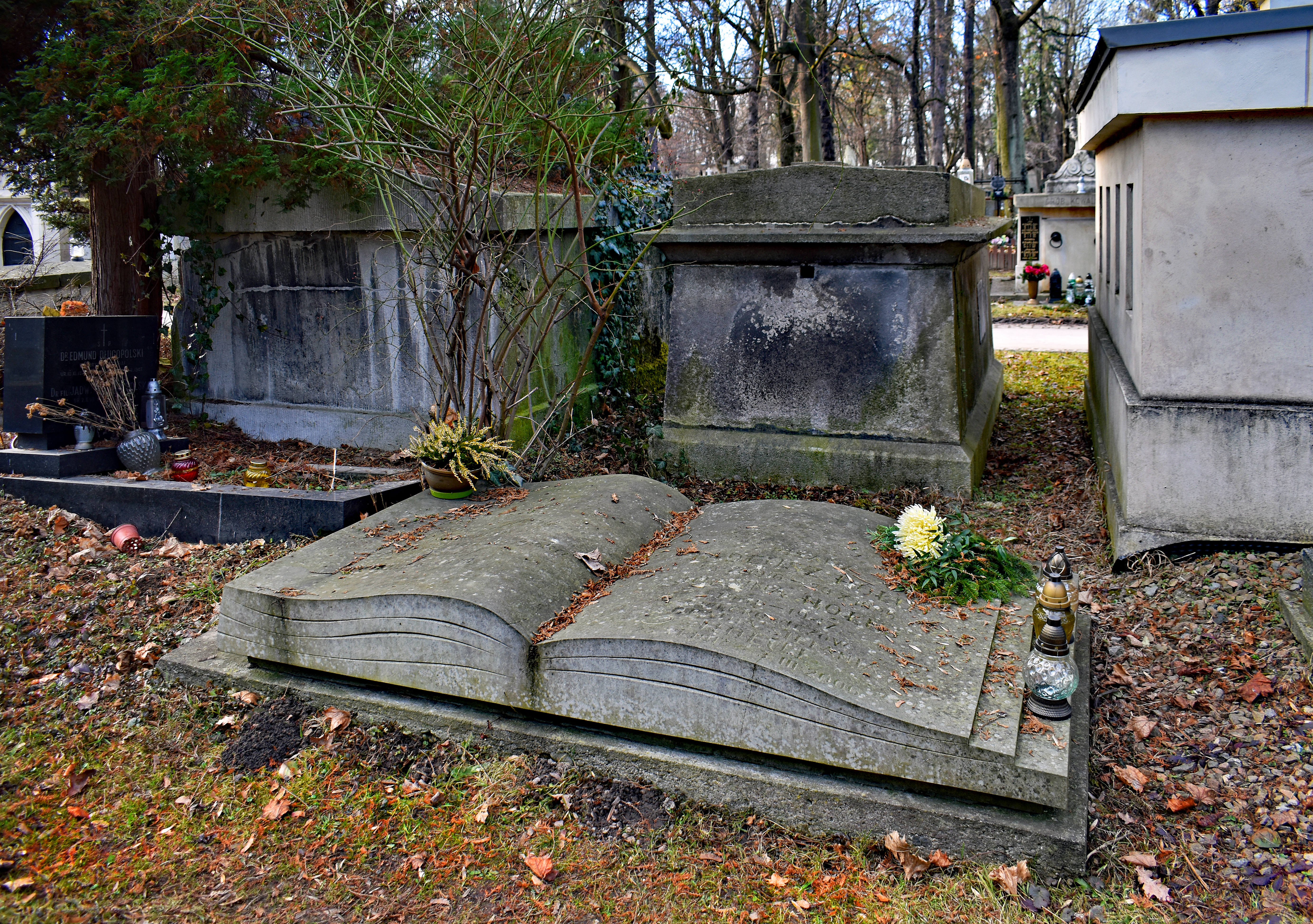
Grabmal auf dem Friedhof Rakowicki

Tadeusz Hołuj (* 23. November 1916 in Krakau; † 23. Oktober 1985 ebenda) war ein polnischer Schriftsteller und Auschwitz-Überlebender.

## Leben
Hołuj absolvierte das Gymnasium in Jasło und studierte Jura und Philologie an der Jagiellonen-Universität. Hołuj war Mitherausgeber der literarischen Zeitschrift „Naszego Wyrazu“.
Hołuj kämpfte im Herbst 1939 nach beim Überfall auf Polen durch die Wehrmacht auf Seiten der polnischen Armee gegen die deutschen Invasoren. Nach der deutschen Besetzung Polens wurde Hołuj aus der polnischen Armee entlassen. Während einer Razzia wurde er in Warschau festgenommen und zur Zwangsarbeit nach Bayern verbracht. Von dort konnte er fliehen, nach Krakau zurückkehren und sich einer Widerstandsgruppe anschließen. Im Juli 1942 wurde Hołuj durch die Gestapo verhaftet und Anfang September 1942 in das Stammlager des KZ Auschwitz eingewiesen. Hołuj erhielt die Häftlingsnummer 62.937 und wurde Schreiber und Pfleger im Krankenrevier. Holuj war neben Ernst Burger, Hermann Langbein und Józef Cyrankiewicz führendes Mitglied der Kampfgruppe Auschwitz. Ende Oktober 1944 wurde Hołuj in ein Außenlager des KZ Flossenbürg nach Leitmeritz überstellt und dort im April 1945 befreit.
Nach Kriegsende war Hołuj als Schriftsteller in Krakau tätig und engagierte sich bei der Polnischen Arbeiterpartei und der Polnischen Vereinigten Arbeiterpartei. Hołuj wurde Mitte der 1960er Jahre Generalsekretär des Internationalen Auschwitz-Komitees und war Zeuge im ersten Frankfurter Auschwitzprozess.
Hołuj war auch Darsteller in dem nach seinem gleichnamigen Roman entstandenen Auschwitzfilm Das Ende unserer Welt und als Drehbuchautor tätig.

## Werke
- Die Rose und der brennende Wald: biograph. Roman [Aus d. Poln. übers. von Christa u. Johannes Jankowiak. Mit e. Nachw. von Eberhard Dieckmann], Berlin: Rütten und Loening 1978
- Zur Person [Aus d. Poln. übers. von Christa u. Johannes Jankowiak.], Berlin: Rütten und Loening 1983